# وصف الصخور
وصف الصخور (بالإنجليزية: Petrography)‏ هو أحد فروع علم الصخور الذي يركز على الوصف التفصيلي للصخور. ويسمى الشخص الذي يدرس علم وصف الصخور جيولوجي صخور. ويعنى هذا العلم بالوصف التفصيلي للمحتوى المعدني والعلاقات النسيجية داخل الصخور. ويبدأ وصف الصخور بالملاحظات الميدانية في منكشف الصخر، ويتضمن وصفًا بالعين المجردة لعينات يدوية. ومع ذلك، فإن أهم أداة يستخدمها جيولوجي الصخور هي المجهر المستقطِب. ويعد التحليل المفصل للمعادن باستخدام علم المعادن البصري في مقطع رقيق والنسيج المجهري والتركيب مهمًا للغاية لفهم أصل الصخر. ويستخدم تحليل المسبار الدقيق الإلكتروني مع الحبيبات الفردية، بالإضافة إلى التحليل الكيميائي للصخور الكاملة بواسطة الامتصاص الذري أو الأشعة السينية المتفلورة في معامل وصف الصخور الحديثة. علاوةً على ذلك، يمكن تحليل الحبيبات المعدنية الفردية من عينة الصخور بواسطة حيود الأشعة السينية عندما لا تكون الوسائل البصرية كافية. ويقدم تحليل المتضمنات السائلة المجهرية داخل الحبيبات المعدنية مع مرحلة تسخين على مجهر البتروجرافيك مؤشرات على درجة الحرارة وظروف الضغط التي كانت موجودة أثناء تشكل المعدن.

## معلومات تاريخية
بدأ التعامل مع وصف الصخور كعلم في عام 1828 عندما ابتكر العالم الفيزيائي الأسكتلندي وليام نيكول تقنية إنتاج الضوء المستقطب عن طريق قطع بلورة إسبار أيسلندي، وهي مجموعة متنوعة من الكالسيت، إلى منشور خاص بات يعرف باسم منشور نيكول. وأدت إضافة هذين المنشورين إلى مجهر عادي إلى تحويل الأداة إلى مجهر البتروجرافيك أو المجهر الاستقطابي. وأصبح من الممكن باستخدام الضوء النافذ ومنشورات نيكول تحديد الصفة البلورية الداخلية لحبيبات معدنية بالغة الصغر، مما ساهم بشكل كبير في تطوير المعرفة بمكونات الصخور.
خلال فترة الأربعينيات من القرن التاسع عشر، ساهم التطور الذي قدمه هنري كليفتون صوبري وآخرين بشكل قاطع في وضع الأساس لعلم وصف الصخور. وكان هذا التطور عبارة عن تقنية لدراسة شرائح رفيعة للغاية من الصخور. وقد تم وضع شريحة من الصخر على الشريحة المجهرية، ثم طحنها إلى حبيبات رقيقة جدًا تسمح بإنفاذ الضوء من الحبيبات المعدنية التي كانت ستبدو غير منفذة بخلاف هذا. ولم يتم تغيير وضع الحبيبات المتجاورة؛ مما يتيح تحليل نسيج الصخور. وأصبح وصف الصخور من خلال المقطع الرقيق هو الطريقة القياسية لدراسة الصخور. ونظرًا للمساهمة الكبيرة المقدمة من التفاصيل النسيجية للصخور في معرفة التسلسل البلوري للعديد من المكونات المعدنية في الصخر، فقد تطور علم وصف الصخور إلى نشأة الصخور، وأخيرًا علم الصخور.
تطور علم وصف الصخور في النصف الأخير من القرن التاسع عشر في أوروبا، وبشكل أساسي في ألمانيا.

## الأساليب البحثية

### الخصائص الماكروسكوبية
تتنوع الخصائص الماكروسكوبية للصخور للغاية، تلك الخصائص المرئية في العينات اليدوية دون الحاجة إلى استخدام مجهر، كما يصعب وصفها بشكل دقيق وكامل. ويعتمد الجيولوجي في الميدان بشكل أساسي على هذه الخصائص وبعض الاختبارات الكيميائية والفيزيائية التقريبية، وهي خصائص مهمة أيضًا لكل من المهندس العملي والمهندس المعماري والمتخصص في المحاجر. وبالرغم من عدم كفاية هذه الخصائص وحدها في الغالب لتحديد الطبيعة الحقيقية للصخر، فإنها تستخدم في التصنيف الأولي، وكثيرًا ما تقدم كافة المعلومات المطلوبة.
ويمكن الجيولوجي الميداني تحديد المجموعة التي ينتمي لها أحد أنواع الصخور باستخدام زجاجة حمض صغيرة لاختبار كربونات الكالسيوم وسكين للتحقق من صلادة الصخور والمعادن، وعدسة جيب لتكبير المكونات. وكثيرًا ما يتعذر تحديد الأنواع الدقيقة الحبيبات بهذا الشكل، ويمكن في الغالب التحقق من مكونات المعادن الدقيقة بهذا الفحص المجهري فقط. ولكن من السهل رؤية أن الحجر الرملي أو الحصباء يتكون من حبيبات رملية متآكلة بالمياه ومدورة تقريبًا، وإذا كان يتضمن حبيبات مجوية وباهتة من الفلسبار أو تدريجات لامعة من الميكا أو بلورات صغيرة من الكالسيت، فلا تصعب ملاحظتها. تتسم الصفائح الصخرية والصخور الطينية بأنها لينة وناعمة الحبيبات عمومًا، وكثيرًا ما تكون صفائحية وتحتوي على كائنات أو بقايا نباتية دقيقة. ويمكن خدش الحجر الجيري بنصل السكين بسهولة، وتخرج بسرعة فقاقيع من الحمض البارد الضعيف، كما يحتوي على أصداف كاملة أو مكسورة أو غيرها من الحفريات. وتتضح الطبيعة البلورية لصخر الجرانيت أو البازلت من الوهلة الأولى، وبينما يحتوي الجرانيت على فلسبار أبيض أو وردي وكوارتز زجاجي واضح ورقائق ميكا منشطفة، فإن البازلت يتسم بأوليفين فستقي وأوجيت أسود وبلاجيوكلاز بعلامات رفيعة رمادية.
تتضمن الأدوات البسيطة الأخرى أنبوب النفخ (لاختبار انصهارية البلورات المنفصلة) ومقياس الزوايا والمغناطيس والعدسة المكبرة وميزان الجاذبية المتخصص.

## وصلات خارجية
- Atlas of Rocks, Minerals, and Textures Petrographical description of rocks and minerals